# Famille de Coronis

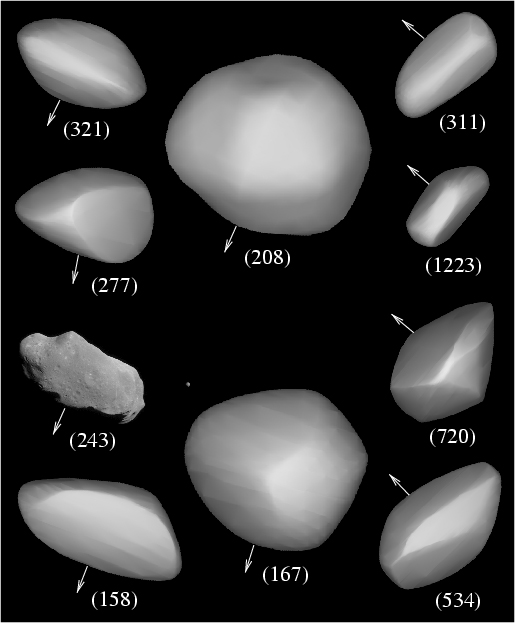
Famille de Coronis, compilation de la NASA, cf. Spins on Koronis asteroids

La famille de Coronis est une famille d'astéroïdes de la ceinture principale située entre Mars et Jupiter. On pense qu'ils se sont formés il y a au moins 2 milliards d'années dans une collision catastrophique entre deux corps plus importants. Le plus grand membre connu fait environ 41 km de diamètre. La famille de Coronis se déplace dans un amas sur une orbite commune.  Plus de 300 ont été découverts mais seulement 20 ont un diamètre supérieur à 20 km.
Le 28 août 1993, la sonde Galileo s'approcha d'un membre de cette famille, (243) Ida. 

## Membres les plus importants
| Nom  | Nom        | Diamètre moyen (km) | Demi-grand axe (ua) | inclinaison (°) | excentricité | Découverte |
| ---- | ---------- | ------------------- | ------------------- | --------------- | ------------ | ---------- |
| 158  | Coronis    | 35.4                | 2.867               | 1.00            | 0.057        | 1876       |
| 167  | Urda       | 39.9                | 2.855               | 2.21            | 0.035        | 1876       |
| 208  | Lacrimosa  | 41.0                | 2.895               | 1.751           | 0.015        | 1879       |
| 243  | Ida        | 31.3                | 2.861               | 1.138           | 0.046        | 1884       |
| 263  | Dresda     | 23.0                | 2.886               | 1.314           | 0.079        | 1886       |
| 277  | Elvira     | 27.0                | 2.887               | 1.156           | 0.089        | 1888       |
| 311  | Claudia    | 24.0                | 2.897               | 3.225           | 0.008        | 1891       |
| 321  | Florentina | 27.0                | 2.886               | 2.594           | 0.043        | 1891       |
| 534  | Nassovia   | ?                   | 2.884               | 3.277           | 0.057        | 1904       |
| 720  | Bohlinia   | ?                   | 2.888               | 2.359           | 0.014        | 1911       |
| 1223 | Neckar     | ?                   | 2.8690752           | 2.55052         | 0.0605204    | 1931       |
| 9908 | Aue        | ?                   | 2.900               | 2.68            | 0.0355       | 1971       |

## Voir également
- Famille de planètes mineures
- Famille de Karin